# オレンジ暗号
オレンジ暗号（オレンジあんごう、Orange）とは、機械式暗号の一種で、日本海軍武官が使用していた正式名称「九一式印字機」に対してアメリカがつけたコードネームである。

## 概要
- ｢47KANA」とか｢M-1｣の別称もある。
- 米海軍が解読に成功。
- 仮名文字を暗号化していた。